# Mount McCrory
Mount McCrory är ett berg i Antarktis. Det ligger i Västantarktis. Inget land gör anspråk på området. Toppen på Mount McCrory är 765 meter över havet.
Terrängen runt Mount McCrory är platt åt sydost, men åt nordväst är den kuperad. Trakten är obefolkad. Det finns inga samhällen i närheten.